# Diocèse de Nanterre
Le diocèse de Nanterre (ou selon son nom latin Dioecesis Nemptodurensis) est le diocèse de l’Église catholique couvrant le département français des Hauts-de-Seine en région Île-de-France. Il comprend 80 paroisses réparties en neuf doyennés.
Le diocèse de Nanterre dépend de la province ecclésiastique de Paris.

## Histoire du diocèse
Le diocèse a été érigé le 9 octobre 1966 par le pape Paul VI à partir de territoires qui dépendaient précédemment des diocèses de Paris (pour la majeure partie de son territoire) et de Versailles (territoire correspondant aux neuf communes suivantes : Chaville, Garches, Marnes-la-Coquette, Meudon, Rueil-Malmaison, Saint-Cloud, Sèvres, Vaucresson et Ville-d'Avray).
Le siège épiscopal du diocèse est localisé à Nanterre. Ce nouveau diocèse correspond à la création du nouveau département des Hauts-de-Seine le 1er janvier 1968, en application de la loi du 10 juillet 1964, conformément au décret d'application du 25 février 1965.
L'église Sainte-Geneviève-et-Saint-Maurice de Nanterre est devenue cathédrale à l'érection du diocèse en 1966.
Le 11 juin 2017, le diocèse fête son cinquantième anniversaire lors d'un événement réunissant 15 000 fidèles à Colombes.

## Les saints du diocèse
Le diocèse compte quatre saints :
- sainte Geneviève de Paris : née à Nanterre vers 420, elle est la sainte patronne du diocèse (patron secondaire : saint Denis) ;
- saint Clodoald ou Cloud (520-560) : petit-fils de Clovis et de sainte Clotilde, héritier du trône après le massacre de ses frères aînés par ses oncles, il renonce à la couronne et il devient moine sur une colline près de Paris, devenue commune de Saint-Cloud ;
- bienheureuse Isabelle de France (1225-1270) : sœur de Saint Louis, clarisse, elle est abbesse de Longchamp (actuellement sur le territoire de la commune de Boulogne-Billancourt) ;
- saint Vincent de Paul (1581-1660) : curé de Clichy, il est aumônier de la reine Margot, épouse de Henri IV, et en 1617, il fonde la Compagnie des Filles de la Charité avec sainte Louise de Marillac.

## Les évêques de Nanterre
Cinq évêques se sont succédé depuis la création du diocèse :
- Jacques Delarue, 1er évêque de Nanterre : nommé le 9 octobre 1966, ordonné évêque le 20 novembre 1966, installé le 27 novembre 1966, mort le 23 août 1982 ;
- François Favreau, 2e évêque de Nanterre : nommé le 10 septembre 1983, installé le 27 novembre 1983, évêque émérite de Nanterre le 22 septembre 2002 (démission pour raisons de santé), mort le 7 septembre 2021 ;
- Gérard Daucourt, 3e évêque de Nanterre : nommé en 2002 jusqu'à novembre 2013[2];
  - Nicolas Brouwet, évêque auxiliaire de Nanterre du 11 avril 2008 au 11 février 2012[3] ;
- Michel Aupetit, 4e évêque de Nanterre : nommé le 4 avril 2014, installé le 4 mai 2014, il est transféré comme archevêque de Paris le 7 décembre 2017 ;
  - Hugues de Woillemont, administrateur diocésain de Nanterre du 8 janvier 2018 au 5 juin 2018.

- Matthieu Rougé, 5e évêque de Nanterre, ancien aumônier des parlementaires[4] : nommé le 5 juin 2018, ordination épiscopale le 16 septembre 2018[5],[6].

## Évêques originaires du diocèse de Nanterre
Sept évêques sont originaires du diocèse :
- Didier Berthet (1962-2023), évêque de Saint-Dié ;
- Nicolas Brouwet, évêque de diocèse de Nîmes, Alès et Uzès, anciennement évêque de Tarbes et Lourdes ;
- Francis Deniau (1936-2014), évêque émérite de Nevers (ordonné prêtre pour le diocèse de Paris avant la création du diocèse de Nanterre, il a participé à la création du diocèse de Nanterre) ;
- Laurent Dognin, évêque de Quimper, anciennement évêque auxiliaire de Bordeaux ;
- Georges Gilson (1929-2024), archevêque émérite de Sens-Auxerre et prélat émérite de la Mission de France ;
- Franck Javary, évêque de Châlons-en-Champagne ;
- Michel Pansard, évêque émérite d'Évry-Corbeil-Essonnes, anciennement évêque de Chartres.

## Maisons d'Église
Les maisons d'Église sont une initiative du diocèse de Nanterre. En 2020, le diocèse de Nanterre comptait quatre maisons d'Église :
- la maison d’Église Saint-Maximilien-Kolbe dans le quartier d’affaires de Rueil-Malmaison, depuis 1995[7] ;
- Notre-Dame de Pentecôte à La Défense, près de Paris, depuis 2001 ;
- la maison de la Parole, à Meudon, depuis 2011[8] ;
- la maison Saint-François-de-Sales à Boulogne-Billancourt, depuis 2014[9].

## Service diocésain à l'écologie intégrale
À la suite de la publication de l'encyclique Laudato si', Michel Aupetit a décidé la nomination d'un référent écologie dans le diocèse de Nanterre, Jean-Pierre Muratet, diacre. Ce référent est entouré d'une équipe chargée de diffuser à partir d'octobre 2015, via des moyens ad hoc, des cours condensés visant à faire entrer les chrétiens dans la conscience des transformations planétaires auxquelles notre civilisation est appelée, comme l'explique le pape François dans son encyclique. Michel Aupetit a annoncé cette nomination lors d'une visite aux journées « Osons la Joie », organisées par la maison d'Église Notre-Dame de Pentecôte de La Défense.
Les services de la catéchèse et de la communication ont réalisé, à la demande de Michel Aupetit, des fiches écologie destinées aux enfants.
Matthieu Rougé a nommé François Baudin (diacre et géologue) délégué diocésain à l’écologie intégrale. Ses missions sont notamment d'inventorier et faire connaître les initiatives locales ayant souci de notre « maison commune » sur le diocèse, de sensibiliser les communautés au label Église verte, soutenir et susciter la mise en place de projets écologiques dans les paroisses, aumôneries, congrégations, écoles catholiques….

## Statistiques
Selon l'Annuaire pontifical :
- en 2004, le diocèse de Nanterre comptait un nombre de 857 000 catholiques pour 1 428 881 habitants, soit 60 %, desservis par 263 prêtres dont 151 séculiers et 112 réguliers, 36 diacres permanents, 142 religieux et 430 religieuses, dans 80 paroisses ;
- en 2013, le diocèse de Nanterre comptait 945 000 catholiques pour 1 561 745 habitants, soit 60,5 %, desservis par 283 prêtres dont 172 séculiers et 111 réguliers, 51 diacres permanents, 178 religieux et 387 religieuses, dans 83 paroisses.

## Pour approfondir